# Tag der ukrainischen Einheit

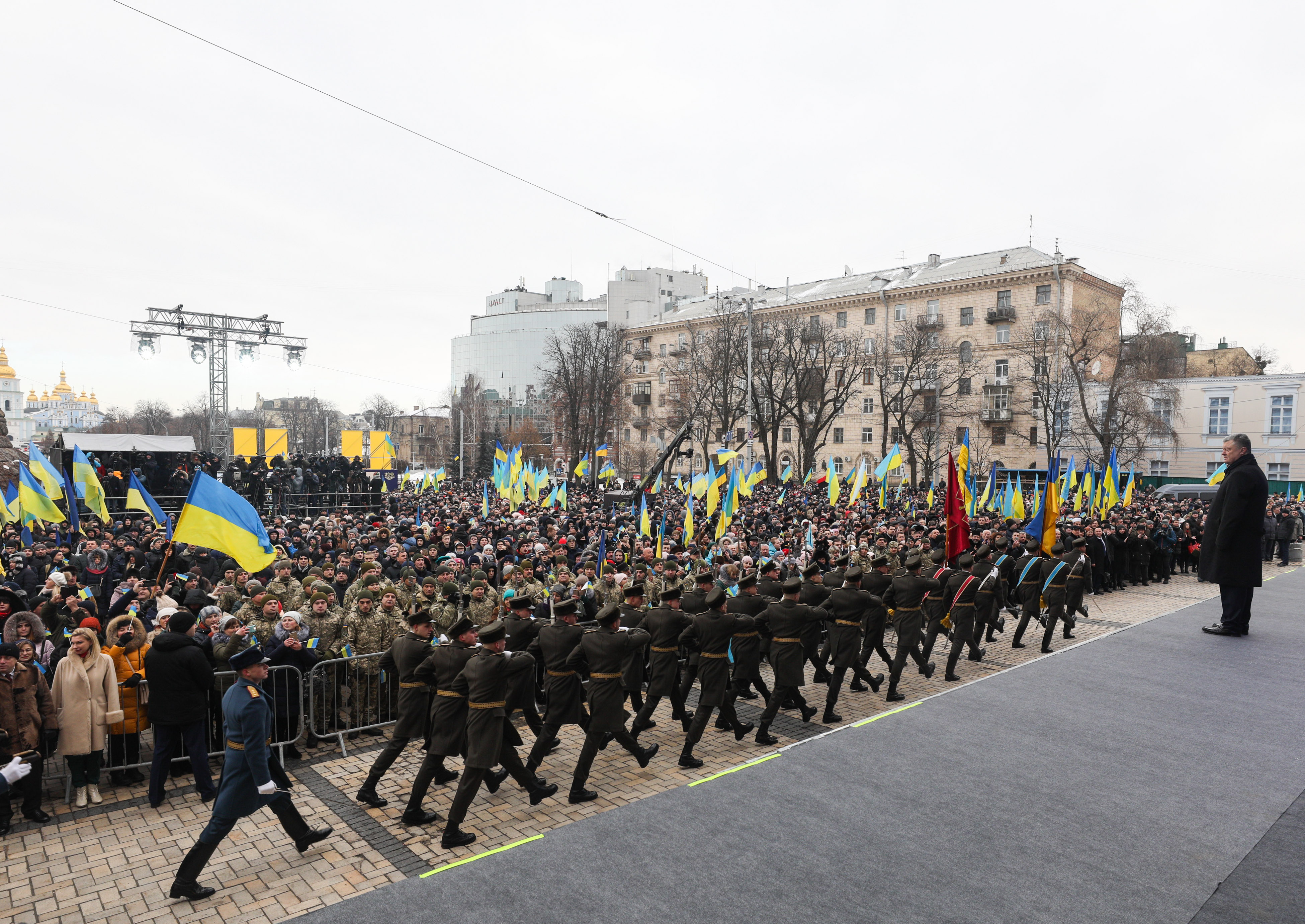
Veranstaltung zum Tag der ukrainischen Einheit, 2019

Der Tag der ukrainischen Einheit ist ein Feiertag der Ukraine, der jedes Jahr am 22. Januar – am Tag der Proklamation der Vereinigungsakte der Ukrainischen Volksrepublik und der Westukrainischen Volksrepublik – gefeiert wird, die 1919 stattfand.

## Status
Offiziell wird in der Ukraine seit 1999 der Tag der Einheit gefeiert.
Der Feiertag ist in der Ukraine etabliert „… unter Berücksichtigung der großen politischen und historischen Bedeutung der Vereinigung der Ukrainischen Volksrepublik und der Westukrainischen Volksrepublik für die Bildung eines einzigen (vereinigten) ukrainischen Staates …“ in Übereinstimmung mit dem Dekret des Präsidenten der Ukraine „Am Tag der Einheit der Ukraine“ vom 21. Januar 1999, Nr. 42/99.
An diesem Tag ist es auch üblich, an ein anderes Ereignis zu erinnern, das genau ein Jahr zuvor, am 22. Januar 1918, stattfand – die Annahme des IV. Universals des UZR (Ukrainischer Zentralrat), das die volle Unabhängigkeit der UVR (Ukrainische Volksrepublik) proklamierte.
Für einige Zeit, ab dem 30. Dezember 2011, wurde durch das Dekret des damaligen Präsidenten der Ukraine, Wiktor Janukowytsch, der Tag der Einheit auf offizieller Ebene gestrichen und stattdessen der „Tag der Einheit und Freiheit der Ukraine“ eingeführt. Am 13. November 2014 wurde der Feiertag jedoch durch das Dekret des Präsidenten der Ukraine, Petro Poroschenko, wieder aufgenommen.

## Geschichte des Feiertages

### Die Anfänge der Idee der Einheit
Die Idee der Einheit stammt aus der Vereinigung der alten russischen (hier geht es um Rus, nicht Russland) Länder um den Fürstenthron in Kiew, und ihre philosophischen Wurzeln reichen bis in die Zeit von Byzanz zurück. Jahrhundertelang wurde seine praktische Umsetzung von den ukrainischen Hetmanen Bohdan Chmelnyzkyj, Iwan Masepa, Petro Doroschenko und Pylyp Orlyk durchgeführt. vom 18. bis ins frühe 20. Jahrhundert, als die ukrainischen Länder zwischen Nachbarstaaten aufgeteilt wurden (Polen, Russland, Rumänien, Österreich-Ungarn), spiegelte sich diese Idee in den Werken der besten heimischen Denker wider, da die territoriale Einheit für die Ukraine äußerst wichtig war, um für ihre nationalen Interessen zu kämpfen.

### Vorbereitung der Einigungsakte

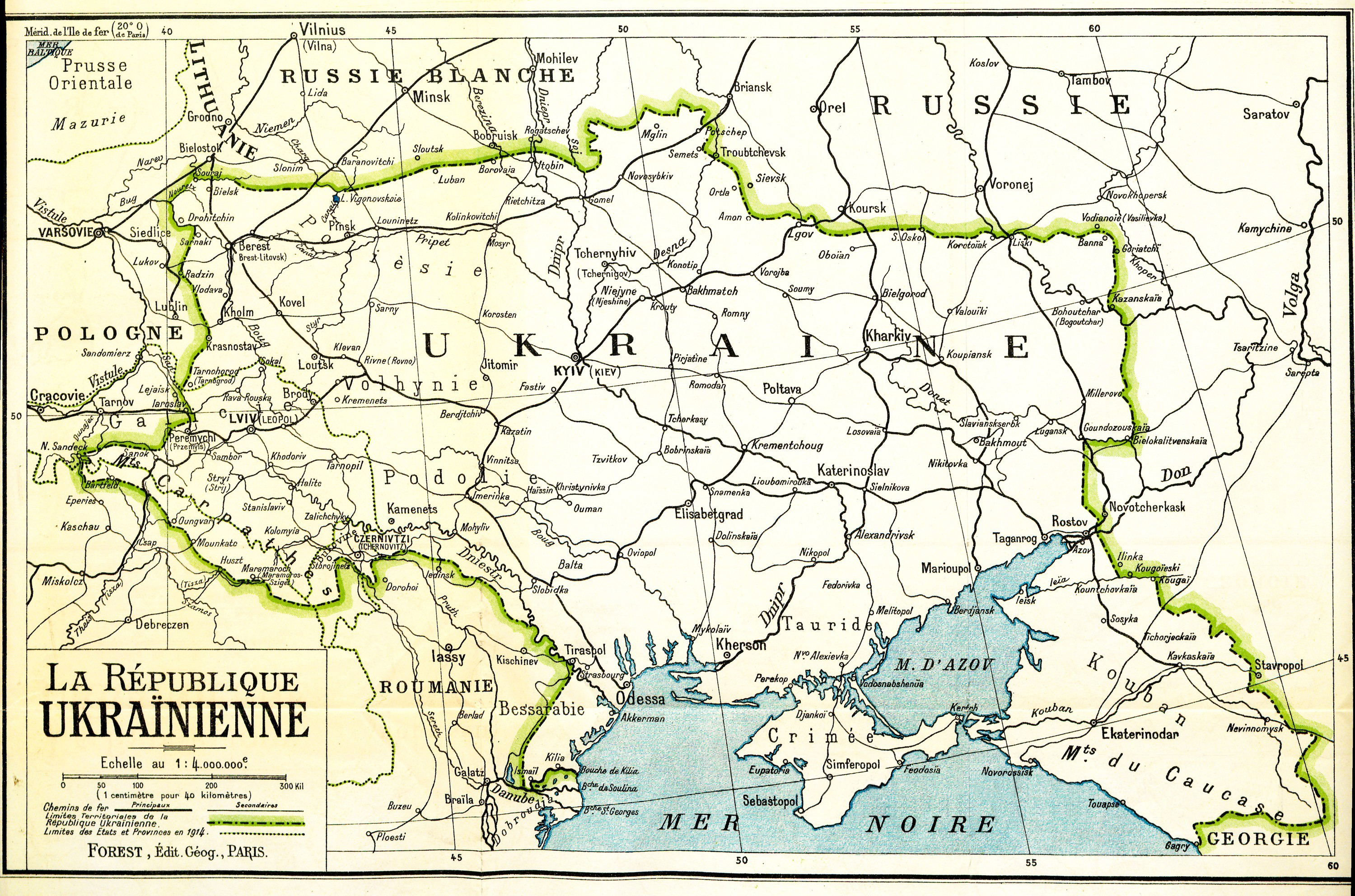
Von der Ukrainischen Volksrepublik beanspruchte Gebiete

Als Ergebnis der Annahme des III. Universals des Ukrainischen Zentralrates am 7. November 1917 wurde die Ukrainische Volksrepublik ausgerufen, die 9 ukrainische Provinzen umfasste. Unter dem Einfluss dieser Ereignisse gründeten Vertreter westukrainischer politischer Parteien im Oktober 1918 in Lwiw den Ukrainischen Nationalrat, und am 19. Oktober desselben Jahres wurde die Gründung der Westukrainischen Volksrepublik proklamiert. Seitdem finden Verhandlungen zwischen den Regierungen der UVR und der WUVR (Westukrainische Volksrepublik) über die Umsetzung der Idee der Einheit statt. Am 1. Dezember 1918 wurde in Fastiw der „Vorbeitrittsvertrag“ über die Vereinigung der UVR und der WUVR unterzeichnet, in dem die unerschütterliche Absicht erklärt wurde, so schnell wie möglich einen einzigen Staat zu schaffen. Im Herbst 1918, nach dem Sieg der Revolution in der österreichisch-ungarischen Monarchie, wurden unabhängige Staaten auf den Fragmenten der Monarchie gebildet: die Tschechoslowakische Republik, die Österreichische Republik, Ungarn sowie (als Folge des bewaffneten Aufstands vom 1. November 1918 in Lwiw und anderen Städten dieser Region) die Westukrainische Volksrepublik, das Königreich der Serben, Kroaten und Slowenen, die Polnische Republik.
Die Regierung der Westukrainischen Volksrepublik – das Staatssekretariat – setzte in ihrer Außenpolitik unter dem Druck der Massen und der ukrainisch-galizischen Armee die Frage der Staatsvereinigung mit der Dnepr-Ukraine an die erste Stelle. Die Erlangung der Staatsvereinigung wurde erstens als Verkörperung des jahrhundertealten Strebens des ukrainischen Volkes nach staatlicher Einheit und zweitens als Mittel zur Vereinigung der Kräfte im Kampf gegen das Eindringen Polens in ukrainisches Land betrachtet.
Der Vorsitzende des ukrainischen Nationalrats, Jewhen Petruschewytsch, warnte jedoch, dass es zu diesem Zeitpunkt unpraktisch sei, sich mit der Ukraine des Hetmans zu vereinigen, da in den vom amerikanischen Präsidenten Woodrow Wilson verkündeten „14 Punkten“ die Völker Österreich-Ungarns mit dem Recht auf Selbstbestimmung ausgestattet wurden und Russland zu dieser Zeit als ein einziger Staat betrachtet wurde. So würde eine Vereinigung mit der Hetman-Ukraine bedrohen, dass auch Ostgalizien Teil eines „vereinten Russlands“ wird.
Unter den Bedingungen der politischen und diplomatischen Isolation wandte sich die Regierung der Westukrainischen Volksrepublik an demokratische Einheiten in den östlichen Ländern der Ukraine.
Der Ukrainische Nationalrat von Zazbruchanska entsandte seine Delegation zu Verhandlungen mit Hetman Pawlo Skoropadskyj nach Kiew. Nach dem Machtwechsel wurden Verhandlungen mit dem Direktorium geführt. Bereits am 1. Dezember unterzeichneten die Mitglieder des Staatsrates der WUVR, Longin Tsegelsky und D. Levytsky, in Fastiw ein „Vorbeitrittsabkommen“ mit dem UVR-Direktorium über die „Vereinigung beider ukrainischer Staaten zu einer staatlichen Einheit“. Am 3. Januar 1919 verabschiedete der Ukrainische Nationalrat der Westukrainischen Volksrepublik in der Stadt Stanislaw ein Gesetz über die Vereinigung der Westukrainischen Volksrepublik mit der Ukrainischen Volksrepublik Dnepr zur Volksrepublik. Am 21. Januar 1919 beschloss die Nationalversammlung in Chust, der Ukrainischen Volksrepublik Transkarpatien beizutreten. Am nächsten Tag nahm in Kiew eine sechsunddreißigköpfige Delegation der WUVR an den Feierlichkeiten anlässlich des Einigungsfeiertags teil.

### Proklamation der Vereinigung
Die Proklamation der Vereinigung war für 12:00 Uhr am 22. Januar 1919 geplant, d. h. dem ersten Jahrestag der Proklamation des IV. Universals über die volle Unabhängigkeit der Ukraine.
Der 22. Januar wurde zum nationalen und gesetzlichen Feiertag erklärt. Der Tag erwies sich als gut und schön, mit einem leichten Frost. Kiew war mit nationalen blauen und gelben Flaggen geschmückt. Um 9:00 Uhr wurden Gottesdienste in allen Kirchen gefeiert.
Die Hauptfeierlichkeiten zur Verkündigung der Vereinigung fanden auf dem Sophienplatz statt. Am Eingang von der Wladimirskaja-Straße zum Sophienplatz wurde ein Triumphbogen errichtet, der mit alten Wappen geschmückt war. Um genau 12:00 Uhr begann die feierliche Zeremonie der Verkündung der Vereinigungsakte. Bei der Massenversammlung verlas der Botschafter der Westukrainischen Volksrepublik, L. Tsehelsky, das Diplom des Nationalrats „Über die Vereinigung der Westukrainischen Volksrepublik mit der Großen Ostukraine“ und überreichte es dem Leiter des Direktoriums, Wolodymyr Wynnytschenko.
Das Mitglied des Direktoriums, Fjodor Shvets, las feierlich das Universalverzeichnis vor:
„… Von nun an verschmelzen Teile einer einzigen Ukraine – Galizien, die Bukowina, Transkarpatien und die Dnepr-Ukraine – seit Jahrhunderten. Jahrhundertealte Träume wurden wahr, für die die besten Söhne der Ukraine lebten und starben. Von nun an gibt es nur noch eine unabhängige Ukrainische Volksrepublik. Von nun an ist das ukrainische Volk durch einen mächtigen Impuls seiner eigenen Kräfte befreit, hat die Möglichkeit, alle Anstrengungen seiner Söhne zu vereinen, um einen untrennbaren, unabhängigen ukrainischen Staat zum Wohle und Glück des ukrainischen Volkes zu schaffen.“
Nach der feierlichen Verkündigung der Vereinigung wurde ein Gebetsgottesdienst auf dem Sophienplatz abgehalten und dann eine Militärparade unter der Leitung von Oberst Ivan Chmola. Die Parade wurde von Oberst Eugene Konovalets moderiert.
Am 22. Januar 1919 fand in Kiew auf dem Sofiyska-Platz („Sophienplatz“) eine feierliche Versammlung statt, bei der der Akt der Vereinigung der ukrainischen Länder verkündet wurde, der vom Universal über die Vereinigung der UVR und WUVR zu einer einzigen Großukraine bestätigt wurde. Sie beanspruchte die Vereinigung der beiden damaligen Staaten, die auf den Trümmern des russischen und österreichisch-ungarischen Reiches auftauchten, zu einem einzigen vereinten ukrainischen Staat, der seitdem zum Garanten der nationalen Interessen der Ukrainer geworden ist. Das jahrhundertelang zerrissene ukrainische Volk wurde aus der Gefangenschaft befreit und auf seinem Land in einem einzigen ukrainischen Staat vereint.
Die Vereinigungsakte war historisch tief bestimmt und basierte auf dem Urtraum des ukrainischen Volkes von einem unabhängigen, vereinten Nationalstaat. Es wurde zu einer kraftvollen Manifestation des Willens der Ukrainer zur ethnischen und territorialen Konsolidierung, zum Beweis ihrer Selbstbestimmung, zur Bildung einer politischen Nation. Zum ersten Mal seit 600 Jahren wurde es ein echter Schritt zur Vereinigung der ukrainischen Länder, der weitere nationale und politische Prozesse in der Ukraine beeinflusste.
Am nächsten Tag, dem 23. Januar 1919, begann der Arbeitskongress der Ukraine, der als gesamtukrainisches Parlament dienen sollte. Der Vereinigungsakt wurde von der höchsten gesetzgebenden Körperschaft der Ukraine genehmigt. Auf der Grundlage dieser Beschlüsse wurde die Westukrainische Volksrepublik in Westregion der UVR (WR UVR) umbenannt. Das einzige Staatsemblem war ein Dreizack anstelle des zuvor für die WUVR zugelassenen goldenen Löwen auf blauer Leinwand. Gleichzeitig wurde die Fusion von Regierungen, Armeen, Gesetzgebern der UVR und WUVR bis zur Einberufung der verfassungsgebenden Versammlung der vereinigten Ukraine verschoben, wie es der Beschluss des ukrainischen Nationalrats vom 3. Januar vorsah.

### Zwischenkriegszeit
Die Vereinigung der ukrainischen Länder erfolgte rechtlich und politisch. Die staatliche Fusion fand jedoch nicht statt. Daher kümmerten sich die Regierungen und das militärische Kommando der WUVR und der UVR vor der Tatsache der militärischen Katastrophe im Herbst 1919 und 1920 in erster Linie um ihre regionalen Interessen. Dies zeigte sich deutlich, nachdem die Vertreter der galicischen Armee einseitig, ohne die Meinung der UVR-Regierung zu berücksichtigen, am 6. November 1919 den Vertrag von Zyatkiv mit der Freiwilligenarmee über die Einstellung der Feindseligkeiten zwischen der galicischen Armee und den Kräften der Weißen Bewegung, den Abschluss eines Militärbündnisses zwischen diesen Kräften und die Verlegung der galicischen Armee zur Verfügung von General Denikin unterzeichneten. Diese Vereinbarungen wurden am 17. November 1919 in Odessa mit der Führung des Gebiets Noworossijsk der Allsowjetischen Union der Volkskommissare erneut genehmigt, und der Vertrag wurde am 19. November in Winniza ratifiziert, woraufhin er umgesetzt wurde. Galizien, Cholmshchyna, Podlachien und West-Wolhynien (insbesondere die Komitate Riwne, Dubno und ein Teil von Kremenez) wurden an Polen übertragen.
Die Aufteilung der ukrainischen Gebiete zwischen den Bolschewiki und der Republik Polen unter dem Vertrag von Riga sowie das Königreich Rumänien (Vertrag von Saint-Germain (1919), das Bessarabische Protokoll), die Tschechoslowakische Republik (Vertrag von Trianon) verschoben die Wiedervereinigung aller ukrainischen Länder erneut auf unbestimmte Zeit. Zum Teil fand sie erst im September 1939 statt, aber nicht als Verkörperung der jahrhundertealten Bestrebungen des ukrainischen Volkes, sondern als Ergebnis einer geheimen sowjetisch-deutschen Verschwörung vom 23. August 1939 über Einflusssphären sowie eines Spiels mit den patriotischen Gefühlen der Bevölkerung der Westukraine. Die Hoffnungen der Menschen erfüllten sich nicht. „Das Fest der Freiheit, das aus dem Osten kam“, wurde für die Bevölkerung zum grausamen Alltag.
Diese Verbindung erwies sich als zerbrechlich, und bald verfügte die Geschichte, dass bestimmte Teile der ukrainischen Länder wieder Teil verschiedener Staaten wurden. Und die Methoden, mit denen die neue Vereinigung von „Osten“ und „Westen“ 1939 durchgeführt wurden, hinterließen unverheilte Wunden in den Köpfen von Millionen Ukrainern.

### Die erste offizielle Feier der Einheit
Am 22. Januar 1939 wurde zum ersten Mal seit 20 Jahren der Feiertag der Einheit auf offizieller Ebene feierlich begangen. Es geschah damals in der Karpatenukraine (Chust) – der autonomen Republik der Tschechoslowakischen Republik. Es war ein guter Grund, die Transkarpaten an den Willen zu erinnern, der auf dem Kongress der Nationalversammlung der Ukrainer in Chust am 21. Januar 1919 über den Beitritt Transkarpatiens zur Ukrainischen Volksrepublik mit seiner Hauptstadt Kiew zum Ausdruck gebracht wurde, und damit sein Programm des Aufbaus des ukrainischen Staates auf der Grundlage des „Transkarpatischen Piemont“ zu legitimieren.
Es war nicht nur eine Demonstration, sondern die größte Demonstration der lokalen Bevölkerung seit 20 Jahren der Zugehörigkeit der Region zur Tschechoslowakei mit der Teilnahme von 30.000 Menschen. Menschen, die aus der ganzen Region in die Hauptstadt der Karpatenukraine kamen.
Es ist symbolisch, dass Transkarpatien in die nächste Seite in der Geschichte des Tages der Einheit der Ukraine eintrat: Aufgrund der kommunistischen Unkenntnis der Geschichte der Ukraine war es 1946 am 22. Januar, dass die Werchowna Rada der Ukrainischen SSR Transkarpatien in die Ukrainische SSR einbezog.

### Menschenkette 1990

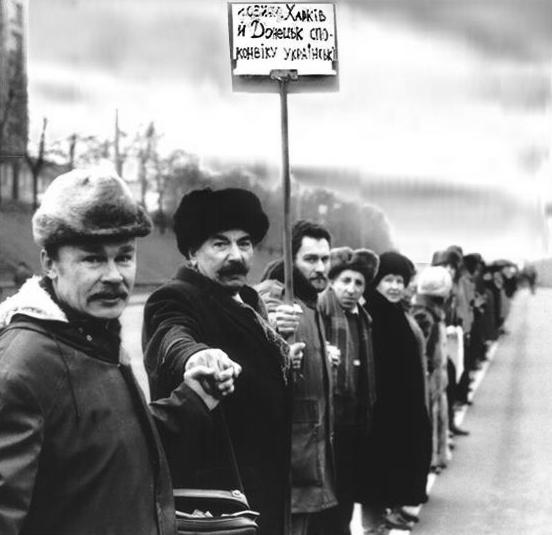
Leute aus Donezk bilden am 21. Januar 1990 eine Menschenkette für die Unabhängigkeit der Ukraine von der Sowjetunion

Am 21. Januar 1990 organisierten patriotische Kräfte eine Menschenkette zwischen Kiew, Lwiw und Iwano-Frankiwsk als Symbol der geistigen Einheit der Menschen in den östlichen und westlichen Ländern der Ukraine. Der Hauptkanal einer durchgehenden Kette begann in Iwano-Frankiwsk vom Zentralen Volkshaus (Schewtschenka-Straße 1) und erstreckte sich bis Stryj, wo sich ein kleiner Zweig einzelner Teilnehmer aus transkarpatischer Richtung zusammenschloss. Von Stryi ging die lebende Kette nach Lwiw, von dort nach Ternopil. Dann führte die Route durch Riwne, Schytomyr und zum Sofiyska-Platz in Kiew. Nach verschiedenen Schätzungen nahmen 0,5 bis 3 Millionen Ukrainer an der Aktion teil. Ebenfalls an diesem Tag fand in Charkiw eine Aktion zur Unterstützung der „Living Chain“ statt.

### Menschenkette in den 2000er Jahren

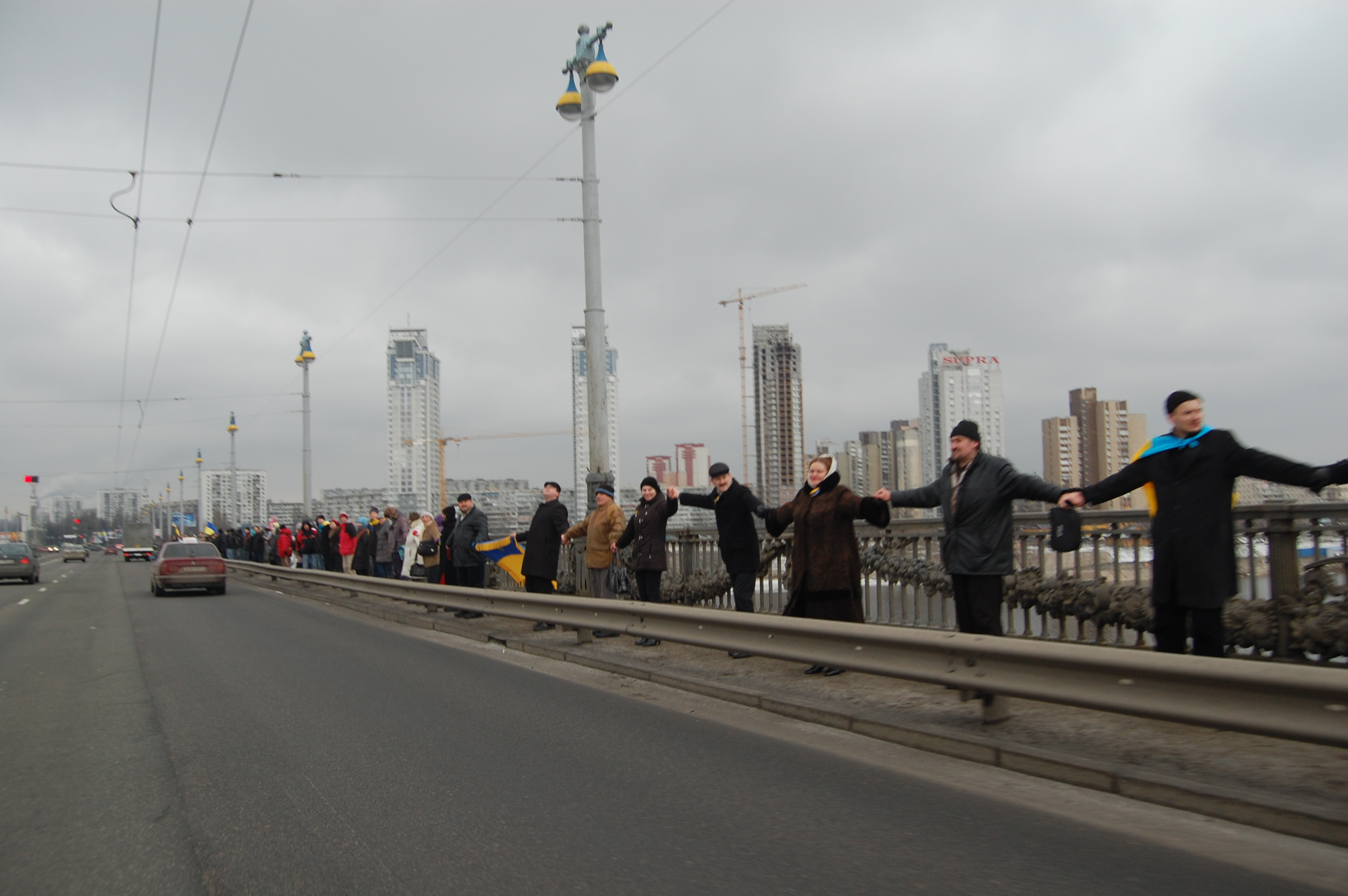
Menschenkette auf der Patonbrücke in Kiew, 2011

In den späten 2000er Jahren begann die Tradition der Schaffung von „lebenden Ketten“, die die Einheit des ukrainischen Volkes symbolisieren, wiederzubeleben. In den Jahren 2008–2011 wurden in Kiew solche „Ketten“ auf der Patonbrücke gebildet. So wurden das rechte und linke Ufer des Dnepr symbolisch vereint. Der Hauptorganisator dieser Aktion war die Bruderschaft der Kosaken Combat Custom „Spas“. Die Aktion erreichte 2011 ihr größtes Ausmaß, als mehr als 1000 Teilnehmer zur Patonbrücke kamen. In diesem Jahr schlossen sich öffentliche Organisationen wie Rebuff, Young Education, die National Alliance, der Youth Nationalist Congress und der studentische Tourismusclub „Skythen“ von KNEU der Organisation der Aktion an. Am 22. Januar 2011 wurde die „lebende Kette“ in mehr als 20 Städten der Ukraine gebildet. So bildeten in Lwiw etwa 5000 Menschen eine „lebende Kette“ vom Denkmal für Taras Schewtschenko bis zum Denkmal für Stepan Bandera.

### Temporäre Änderungen seit 2011
Am 30. Dezember 2011 erließ der Präsident der Ukraine, Wiktor Janukowytsch, ein Dekret, mit dem das Dekret von Präsident Wiktor Juschtschenko aus dem Jahr 2005 über die Einführung des Tages der Freiheit am 22. November (der den Ereignissen der Orangen Revolution gewidmet ist) und das Dekret von Präsident Leonid Kutschma aus dem Jahr 1999 über die Einführung des Tages der Einheit der Ukraine am 22. Januar aufgehoben wurde, gleichzeitig mit der Ankündigung des 22. Januar als Tag der Einheit und Freiheit der Ukraine. So feierte die Ukraine offiziell am 22. Januar in den Jahren 2012, 2013 und 2014 den Tag der Einheit und Freiheit der Ukraine.

### Offizielle Restaurierung
Durch das Dekret des Präsidenten der Ukraine Nr. 871/2014 „Am Tag der Einheit der Ukraine“ wurde die Feier des Feiertages offiziell wiederhergestellt und der Tag der Einheit und Freiheit der Ukraine wurde abgesagt. Die Wiederherstellung erfolgte jedoch nicht durch die Aktualisierung des Dekrets Nr. 42 vom 21. Januar 1999, das von Janukowytsch abgeschafft wurde, sondern durch ein neues Dekret. Ihm zufolge wird der Feiertag „… am Tag der Proklamation der Vereinigungsakte der Ukrainischen Volksrepublik und der Westukrainischen Volksrepublik im Jahr 1919 …“ begangen.

## Der Wert des Tages der Einheit
Jahrhundertelang vereinte sich ein zerrissenes ukrainisches Volk auf seinem Land in einem einzigen ukrainischen Staat – die Dnepr-Region verließ das Russische Reich und die Westukraine – von der österreichisch-ungarischen Monarchie.
Der Akt der Wiedervereinigung, der Vereinigung der beiden Ukrainen war eher ein symbolisches Zeichen des Wunsches nach Einheit, denn es gab damals keine Gemeinschaft in der Führung des Landes. Die Ukraine, eingeklemmt zwischen zwei mächtigen Kräften – der Entente aus dem Süden und dem Bolschewismus aus dem Norden – hatte nicht die Kraft zu kämpfen. Die Armee zerstreute sich, Verwirrung breitete sich aus. Unter solchen Umständen blieb ein Ereignis, das große ideologische Bedeutung hatte, fast unbemerkt: der Feiertag der Einheit der Ukraine. Am 22. Januar 1919 wurde auf dem Sofiyska-Platz die Vereinigung der UVR und der WUVR proklamiert … Aber unter dem Druck unbefriedigender Ereignisse war der Feiertag trocken und ruhig.